# اسکادوفسک
شهر اسکادوفسک (به روسی: Скадовськ) در استان خرسون در کشور اوکراین واقع شده‌است. جمعیت این شهر ۱۹٬۶۴۱ نفر  است.

## نگارخانه

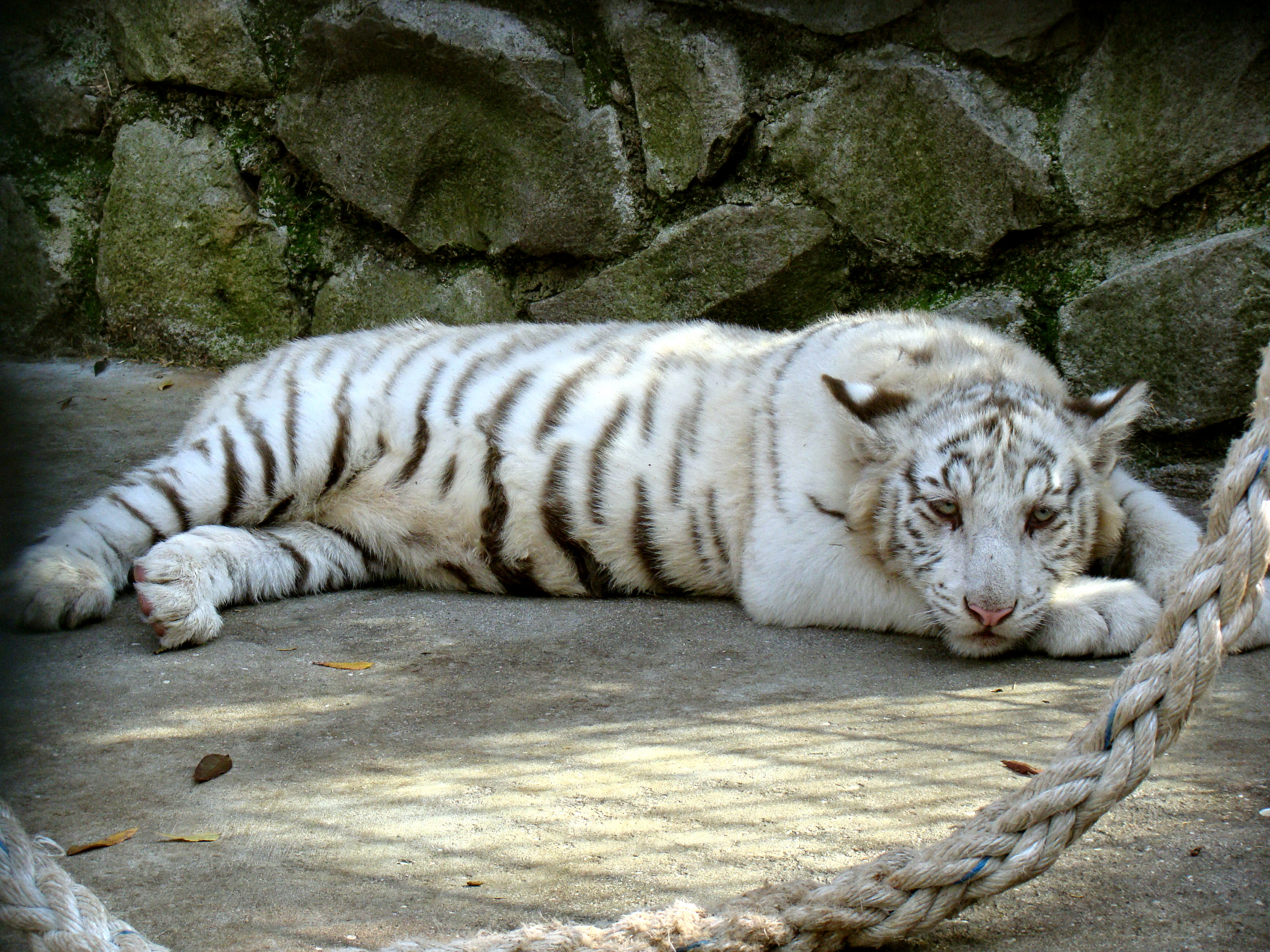
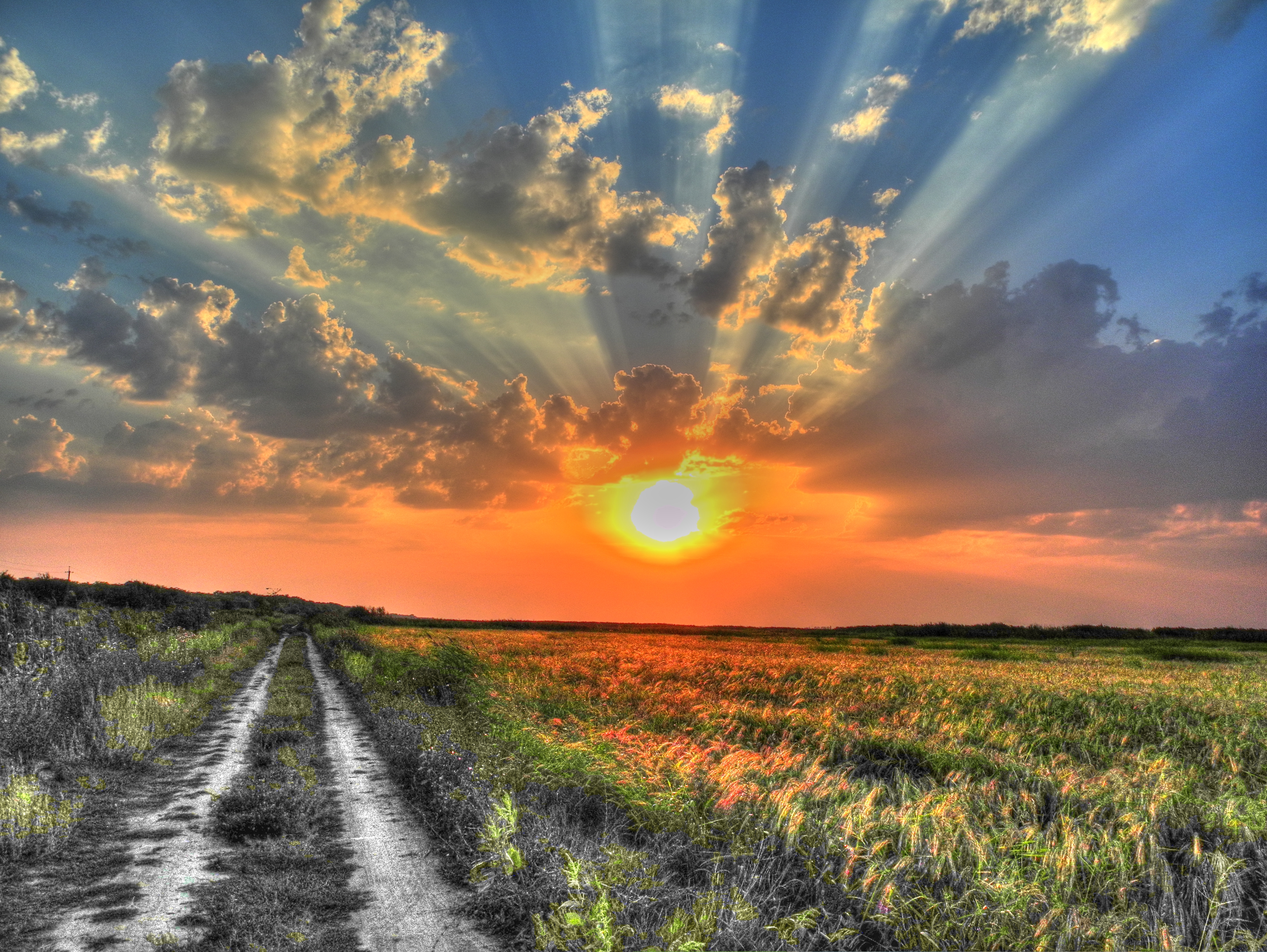
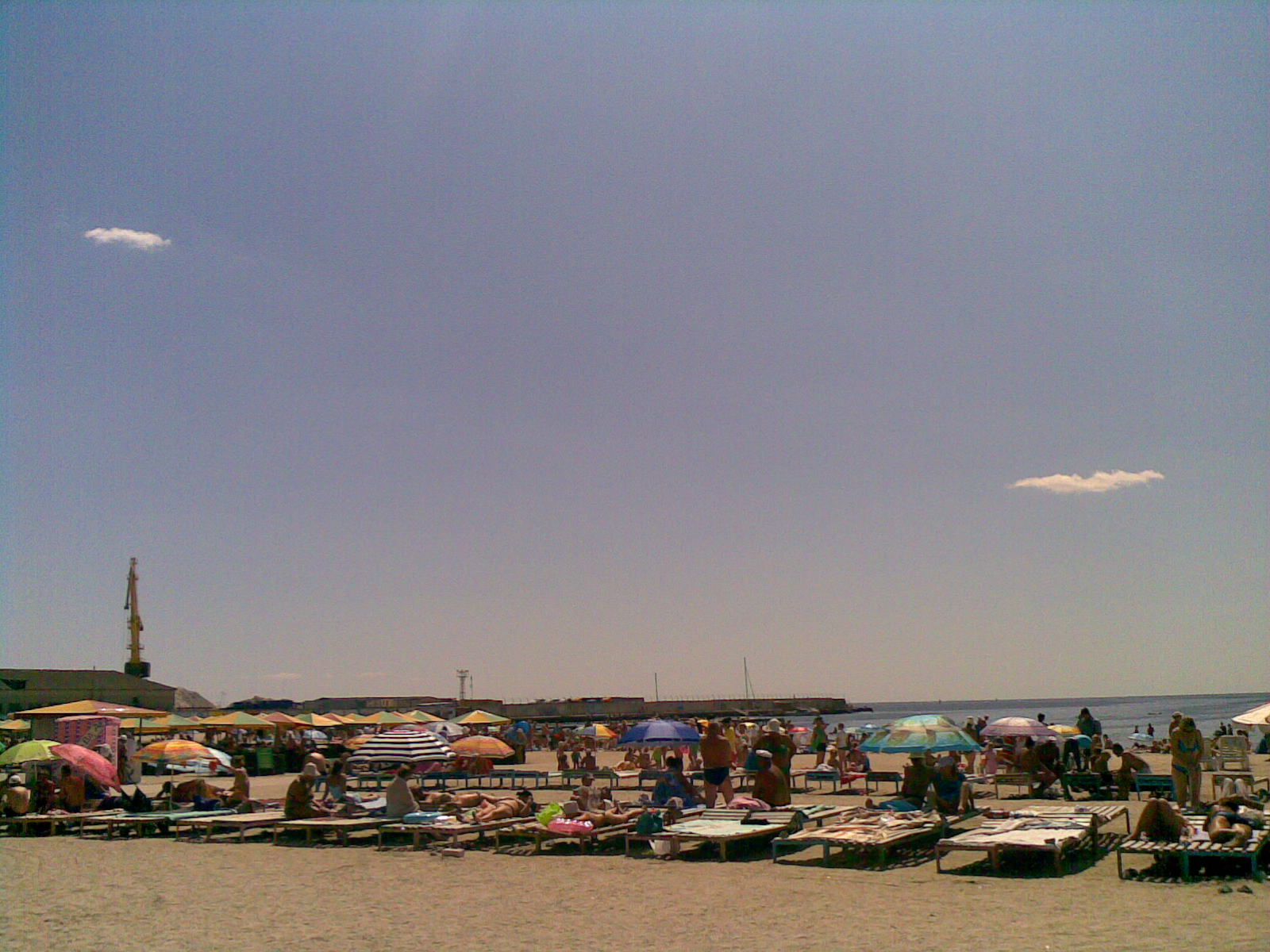
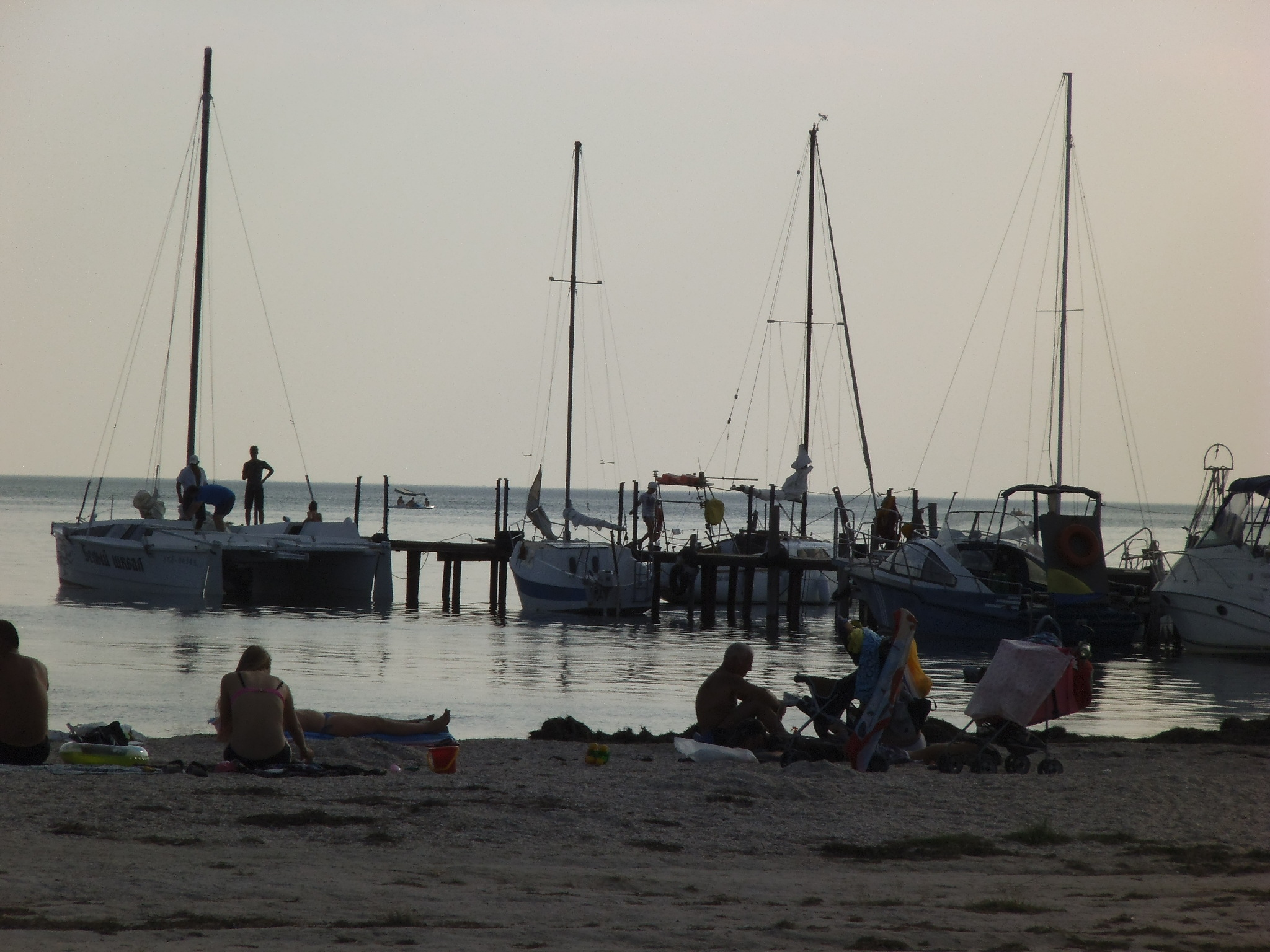
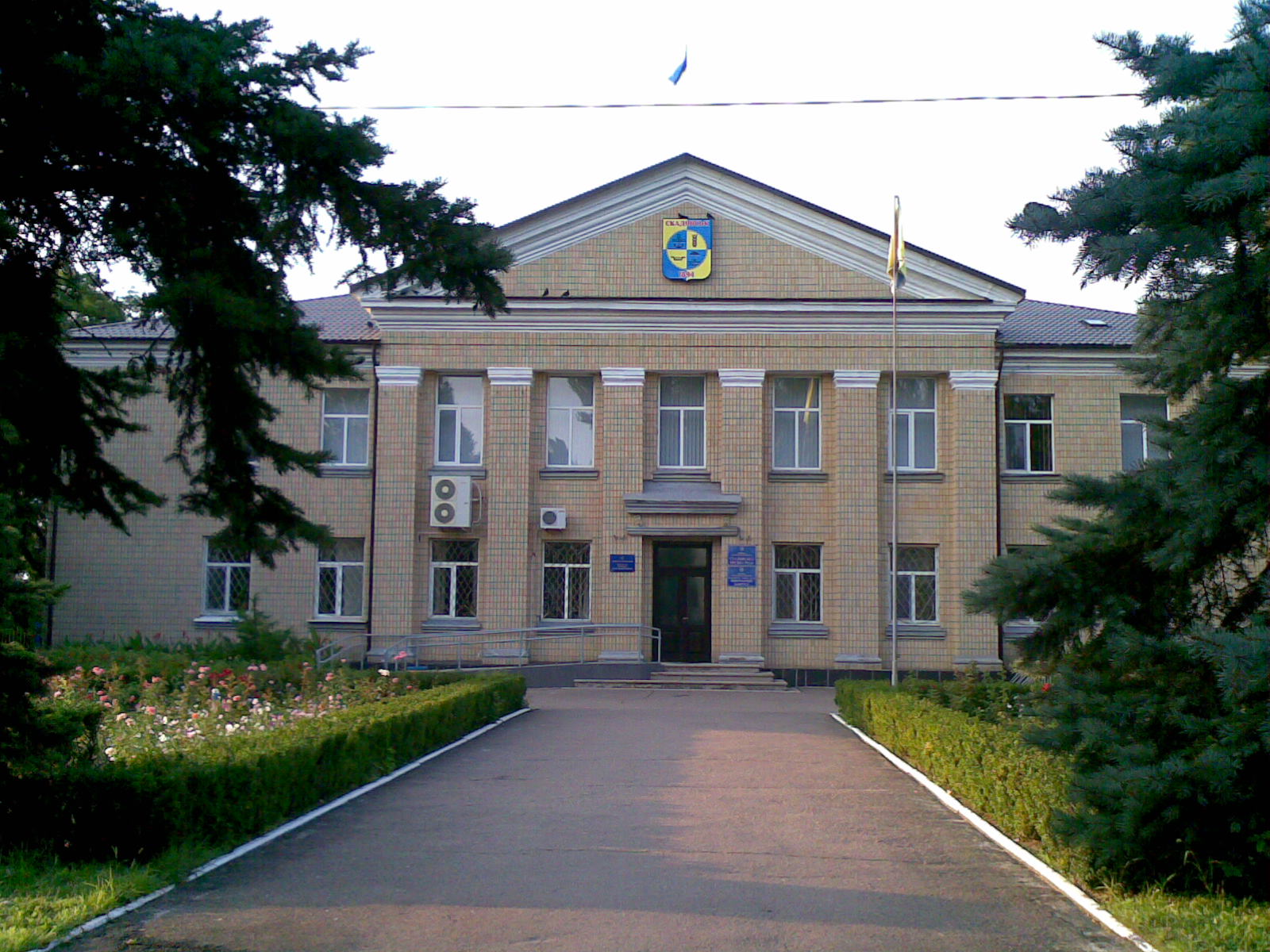
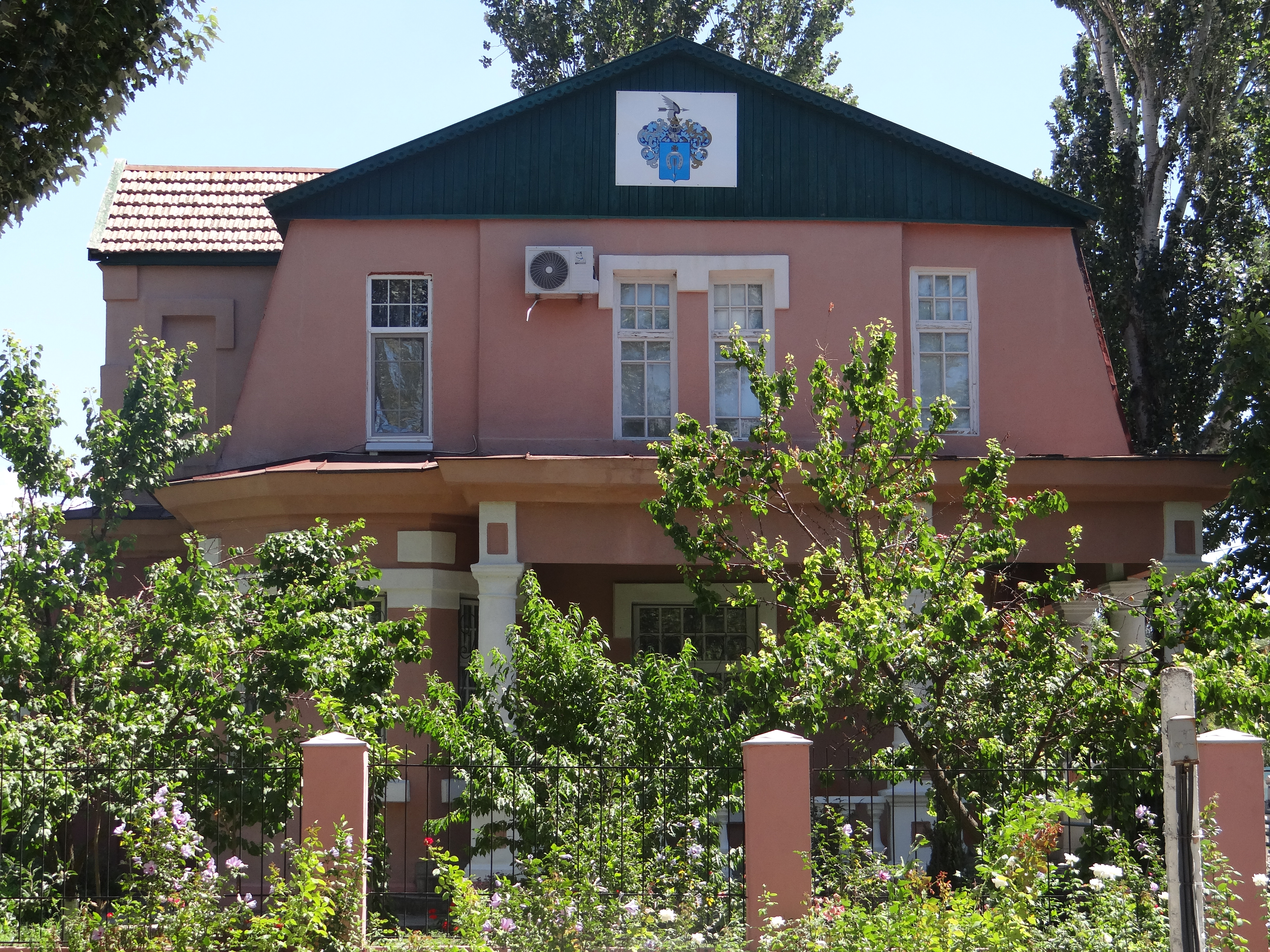
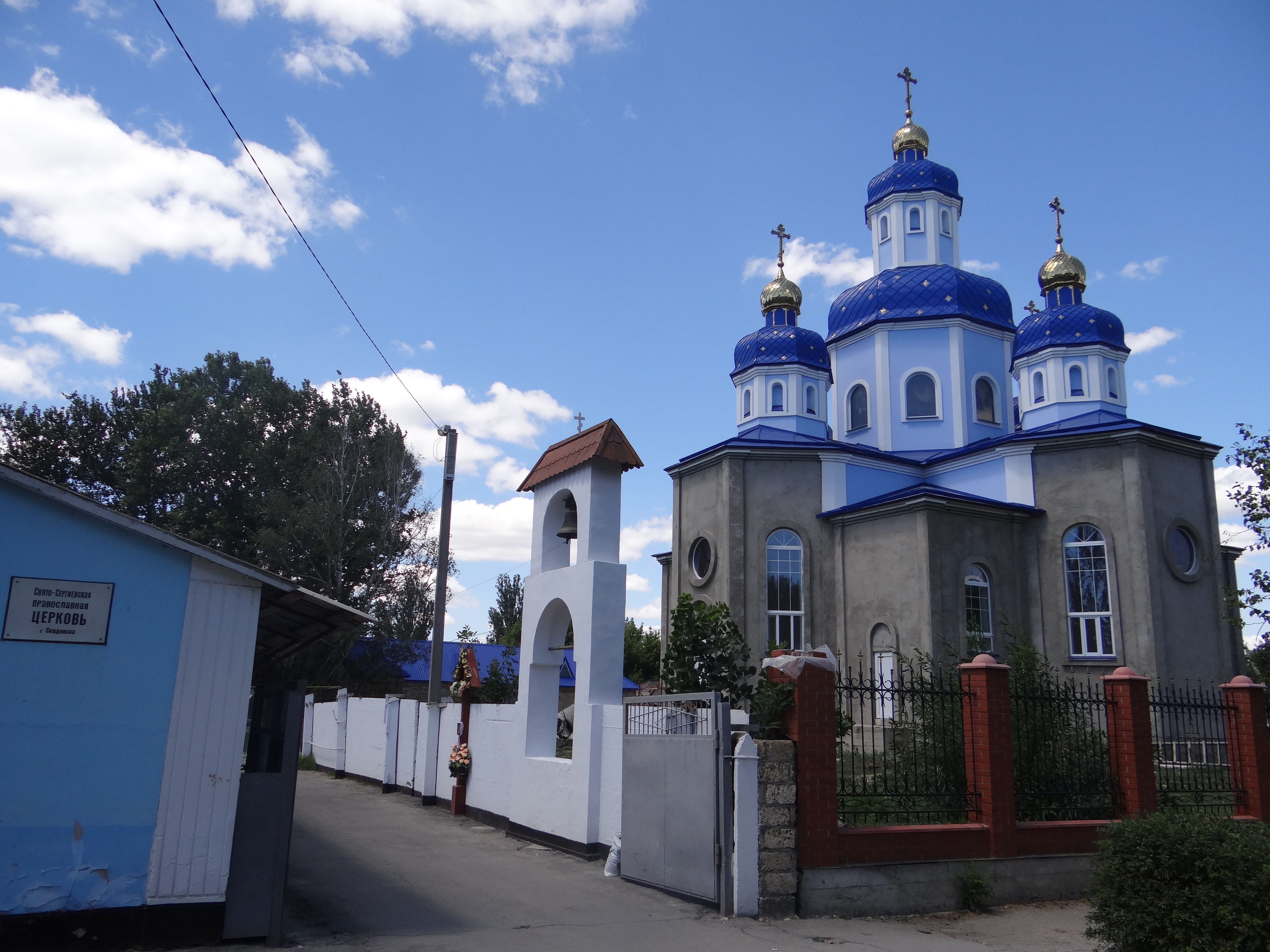